# とやまくん
とやまくんは、「株式会社One to One」が運営する地域サイト「とやまっぷ」が2008年より展開しているキャラクターである。2021年4月にとやまさんに改名している。
「とやまくん」という名称から富山県公式キャラクターと勘違いされることがあるが、現在のところ富山県非公式キャラクターである。
ツイッターアカウントでも「富山県公式キャラクターではありません。そのうち公式になれたらラッキーぐらいに思っているキャラクターです。」とつぶやいている。

## とやまくんの成り立ち
2011年3月の東日本大震災の際、富山県でも強い揺れがあり、「One to One」が県内のボランティアの情報、物資の募集などの情報を集めツイッター等で発信したことがきっかけ。しかし情報を呼びかけてもマスコミでもない一企業がどれほどの影響を与えたかは不明で、実際役に立ったかは未知数だったと振り返る。そこでとやまくんをシンボルとした情報集約サイトを作り、キャラクターとしてTwitterとFacebookで配信をはじめたことで富山県内およびその周辺、また富山に愛着のある全国のユーザーの注目をあびる。普段から地域の方々でつながりあうことで平和な時は一緒に笑い、困ったときは助け合うきっかけとして役立ててほしいとサイト運営者は話している。
また2021年2月27日のツイートで「有名になりたくて、とやまくんをやっているわけではありません。災害時や不測の事態に富山のたくさんの人に情報を伝えるために、とやまくんを続けているのです。」という東日本大震災発生から約10年目をむかえるにあたり改めて地域との密着を決意するような名言を残している。その反面、富山とは関係のない個人ツイートの多さから企業運営の情報アカウントとして集客していることに疑問をもつユーザーに対し、2021年10月31日にTwitterにて「つまらない方はフォローを外してください。」と発言し、ユーザーを驚かせている。
また、富山県知事の新田八朗に対して、知事選出馬当初から猜疑的なスタンスを崩していない。

## キャラクター設定
話の語尾に「ぷ〜」をつけるのが特徴、富山弁は日常会話程度のものしか使わない。
主にTwitterやFacebookなどのＳＮＳ上で活動しており、過去に公式グッズを作成していたこともある。富山県の情報や店舗情報を中心として発信することが多かったが、近年は富山をベースに全国（主に金沢・東京）にでかけたり、節約生活・会社のビジネスの話をする個人アカウントとなりつつあり、ユーザーは富山の情報発信源という意味合いよりも「とやまくん」というキャラクターを楽しむ方向に変化しつつある。基本的に人間の姿は見せないが、ときどき運営者が交流イベントの開催やメディア出演を行っており、メディア出演のときはマスコットのお面をかぶり顔バレしないようにしている。情報系アカウントのためフォロワー数も多く基本相互フォローしてくれることもある。

## ツイッターフォロワー数
- 2010年3月1日よりTwitterを開始
- 2013年 6月21日　フォロワー15,000人突破。
- 2013年12月14日　フォロワー20,000人突破。
- 2015年 7月31日　フォロワー30,000人突破。
- 2017年 5月25日　フォロワー40,000人突破。
- 2024年12月29日　フォロワー90,000人突破。

## メディア出演
2014年10月06日 北陸中日新聞

2014年10月21日 北日本放送「富山の情報を発信 とやまくん」

2014年11月08日 北日本新聞「とやまくん人気です　ツイッター上の謎キャラ」

2014年12月01日 北日本新聞 とやまキトキト100選「ご当地キャラクター１位はとやまくん」
現在は、北日本放送「でるラジ」内の15時過ぎからのコーナー「水曜思いっきり論説」に月1回出演している。